# Robert J. Kerner
Robert Joseph Kerner (ur. 1887, zm. 1956) – amerykański historyk, badacz dziejów Rosji. 

## Życiorys
Był uczniem Archibalda Cary'ego Coolidge'a, absolwentem Uniwersytetu Harvarda (doktorat w 1914). Od 1928 pracował jako wykładowca na Uniwersytecie Kalifornijskim w Berkeley. 
Jego uczniem był Wayne S. Vucinich.

## Wybrane publikacje
- Slavic Europe: a selected bibliography in the western European languages, comprising history, languages and literaturesCambrigde Mass. 1918.
- Bohemia in the eighteenth century; a study in political, economic, and social history, with special reference to the reign of Leopold II, 1790-1792, New York 1932.
- Brigadier General Casimir Pulaski: a hero of the American Revolution, San Francisco: Stanley Walczak 1936.
- The United States and Europe: issolation or cooperation?, Berkeley: University of California Press 1937.
- Northeastern Asia: a selected bibliography: contributions to the bibliography of the relations of China, Russia, and Japan, with special reference to Korea, Manchuria, Mongolia, and Eastern Siberia, in Oriental and European languages, vol. 1-2, Berkeley: University of California Press 1939.
- The Urge to the Sea: The Course of Russian History: The Role of Rivers, Portages, Ostrogs, Monasteries, and Furs, Berkeley 1942.